# Ovett (Misisipi)
Ovett es un lugar designado por el censo ubicado en el condado de Jones en el estado estadounidense de Misisipi. En el Censo de 2020 tenía una población de 183 habitantes y una densidad poblacional de 40,57 habitantes por km². Fue incluido como CDP en el censo de 2020. 

## Geografía
Ovett se encuentra ubicado en las coordenadas 31°29′08″N 89°01′58″O / 31.48556, -89.03278. Según la Oficina del Censo de los Estados Unidos,  tiene una superficie total de 4,51 km², de la cual 4,49 km² corresponden a tierra firme y 0,02 km² a agua.